# Birgit Dahlenburg
Birgit Dahlenburg, geb. Handschel (* 16. April 1959 in Heldburg; † 29. Januar 2017 in Greifswald), war eine deutsche Kunsthistorikerin.

## Biografie
Birgit Dahlenburg studierte Germanistik, Kunstgeschichte und Kunstdidaktik an der Ernst-Moritz-Arndt-Universität Greifswald. Im Jahr 1986 wurde sie dort in Kunstgeschichte promoviert und wirkte ab 1987 als wissenschaftliche Assistentin am Lehrstuhl für Neuere Kunstgeschichte.
Von 1988 bis 1989 war Dahlenburg Leiterin der Grafikabteilung am Städtischen Museum Zwickau. Im Jahr 1989 wurde sie als Universitätskustodin und Leiterin der Akademischen Kunstsammlung der Ernst-Moritz-Arndt-Universität berufen, an der sie von 1999 bis 2006 am Lehrstuhl für Neuere Kunstgeschichte auch wissenschaftliche Mitarbeiterin war.
Ab 2013 war Dahlenburg Vorstandsmitglied im digiCULT-Verbund eG, einer Genossenschaft, die sich die langfristige Sicherung des Kulturerbes durch digitale Erfassung und Verbreitung zum Ziel gesetzt hat. Zudem war sie aktives Mitglied im Deutschen Museumsbund, im International Council of Museums (ICOM) und in der Koordinationsstelle für wissenschaftliche Sammlungen in Deutschland.

## Veröffentlichungen
- Kunstbesitz und Sammlungen der Ernst-Moritz-Arndt-Universität Greifswald. Hrsg.: Ernst-Moritz-Arndt-Universität Greifswald. Hinstorff Verlag, Rostock 1995.
- Der Croy-Teppich der Ernst-Moritz-Arndt-Universität Greifswald. Thomas Helms Verlag, Schwerin 2000.
- mit Dirk Alvermann: Greifswalder Köpfe. Gelehrtenporträts und Lebensbilder des 16.–18. Jahrhunderts aus der pommerschen Landesuniversität. Hinstorff, Rostock 2006, ISBN 3-356-01139-1.
- mit Kurt Feltkamp: Freester Fischerteppiche der Ernst-Moritz-Arndt Universität Greifswald. Greifswald 2008.
- Künstlerisch bewundert und von der Staatssicherheit verfolgt – der Surrealist Manfred Kastner (1943-1988). Greifswald 2008.